# (2301) Whitford
(2301) Whitford (1965 WJ; 1931 TR2; 1944 BB; 1955 BC; 1967 GK1; 1974 MD; 1976 UA4) ist ein Asteroid des äußeren Hauptgürtels, der am 20. November 1965 im Rahmen des Indiana Asteroid Programs am Goethe-Link-Observatorium in Brooklyn, Indiana (IAU-Code 760) entdeckt wurde. Durch das Indiana Asteroid Program wurden insgesamt 119 Asteroiden neu entdeckt.

## Benennung
(2301) Whitford wurde nach dem US-amerikanischen Astronomen Albert Whitford (1905–2002) benannt, der von 1945 bis 1958 Direktor des Washburn Observatory (IAU-Code 753), von 1958 bis 1968 Direktor des Lick-Observatoriums (IAU-Code 662) und früherer Präsident der American Astronomical Society war. Er arbeitete mit Joel Stebbins zusammen, der ebenfalls einer der Pioniere in der Entwicklung photoelektrischen Photometrie war. Nach Stebbins wurde der Asteroid (2300) Stebbins benannt. Die Benennung des Asteroiden nach Albert Whitford wurde vom US-amerikanischen Astronomen Frank K. Edmondson vorgeschlagen.